# Белый русский
«Белый русский» — коктейль из группы коктейлей со сливками, на основе водки и кофейного ликёра (обычно используется Kahlúa).
Любимый напиток Джеффри Лебовски из фильма «Большой Лебовски». После выхода фильма коктейль набрал популярность, перестав считаться «женским» коктейлем.

## История
Традиционный коктейль, известный как «Чёрный русский», впервые появился в 1949 году, превращается в «Белый русский» добавлением сливок. Ни один из этих напитков не имеет российского происхождения, оба названы так из-за того, что основным ингредиентом является водка. Неизвестно, какой напиток предшествовал другому.
Первое упоминание в печати о данном напитке встречается в газете Oakland Tribune за 21 ноября 1965 года. Тогда же вошёл в сборник IBA со следующим рецептом: «5/10 нейтральной водки и 5/10 кофейного ликёра налить в наполненный льдом олд фешен, дополнить чайной ложкой взбитых сливок и не размешивать». В 1993 году в сборнике рецепт стал таким: «5/10 водки, 3/10 кофейный ликёр и 2/10 взбитых сливок».
Согласно современному рецепту IBA, сливки добавлять свежие, а не взбитые, после чего аккуратно перемешать.
Популярность «Белого русского» возросла после выхода в 1998 году фильма «Большой Лебовски». На протяжении всего фильма он выступает в качестве напитка, который предпочитает главный герой Джеффри «Чувак» Лебовски. В ряде случаев он политкорректно называет этот напиток «Европеоидным».

### Вариации
На основе коктейля был создан ряд коктейлей, отличающихся одним из основных ингредиентов:
- «Белый кубинец» (White Cuban) — вместо водки используется ром;
- «Белый мусор» (White Trash) — вместо водки используется виски;
- «Голубой русский» (Gay Russian) — вместо ликёра Калуа используется вишнёвый ликёр;
- «Грязный русский» (Dirty Russian) — сливки заменяются шоколадным молоком.

## Приготовление
Наиболее распространённые разновидности имеют определённое количество водки или кофейного ликёра или смешение кофейных ликёров. Также распространено встряхивание сливок, чтобы они загустели, прежде чем залить их напитком. Иногда напиток готовят на плите с горячим кофе в качестве тёплого угощения в холодные дни. И наоборот, для замораживания используют ванильное мороженое, а не сливки.

## В культуре
- Любимый напиток Джеффри «Чувака» Лебовски из фильма «Большой Лебовски».
- Любимый напиток Мориса Мосса в британском сериале «Компьютерщики».
- Любимый напиток Лоуренса Мэддокса в фильме «Как потерять друзей и заставить всех тебя ненавидеть».
- Любимый напиток Кейт в фильме «Безумный тридцатник»
- В фильме «Женщина-Кошка» главная героиня заказывает этот коктейль в баре, при этом поочерёдно отменяя все ингредиенты, кроме сливок